# Innan bilden bleknat
Innan bilden bleknat (franska: Enfance) är en barndomsskildring av den franska författaren Nathalie Sarraute, som gavs ut på originalspråk 1983 samt i svensk översättning av C.G. Bjurström på Brombergs bokförlag 1984.
Romanen skildrar fragment ur författarens barndom i Paris och Ryssland. Det är dock ingen konventionell självbiografi, utan hon ifrågasätter i hög grad, genom en dialog med sig själv, sin egen förmåga att sanningsenligt återberätta sitt förflutna. Hon själv konstaterar att "det är ingen självbiografi. Jag har endast valt ut några få ögonblick av mitt liv. Jag har ingen bild av mig själv. När jag betraktar min barndom ser jag endast mina reaktioner. Jag vet inte hur jag var, hur min karaktär såg ut. Det finns i mitt liv endast ögonblick som gett mig en chock. Det jag tänker på när jag skriver är inte mig själv, utan den upplevda känslan… Jag kan betrakta den objektivt. Jag vet att den finns och hela min ambition är att mana fram den med mina ord."